# 静岡県道142号三ツ谷谷田線
静岡県道142号三ツ谷谷田線（しずおかけんどう142ごう みつややたせん）は静岡県三島市にある県道である。

## 概要

### 路線データ
- 起点 : 三島市三ツ谷（三ツ谷新田）
- 終点 : 三島市谷田（三島警察署付近）

## 接続路線
- 伊豆縦貫自動車道（三島玉沢インターチェンジ）
- 国道1号 起点、終点とも接続。
なお、三ツ谷新田で接続する国道1号は、別名三ツ谷バイパスと言われている。ただし、国道1号三ツ谷バイパスに対する旧道は別にあり、旧道からも本道に通ずる道路が存在する。旧道はバス路線としても使用されているが、本道は山に登っていくにしたがって狭い部分が多くなる（バス路線も途中の玉沢までである）。

## 周辺
- 竹倉温泉
- 妙法華寺
  - 鳥居が立っていて、県道はこれを潜る。

沿線ではないが、以下に挙げる施設が近い
- 国立遺伝学研究所
- 静岡県総合健康センター
- 三島社会保険病院現在は「三島総合病院」に改名。